# Bouabdellah Tahri
Bouabdellah Tahri, dit Bob Tahri, est un athlète français d’origine algérienne, né le 20 décembre 1978 à Metz. Il est spécialiste des courses de demi fond.

## Carrière sportive

### Jeunesse
En 1992, scolarisé au collège Jean Rostand, Bob Tahri est repéré par les jumeaux Daniel et Jacques Montuschi, ses professeurs d'éducation physique passionnés de course à pied. Véritable phénomène au caractère bien trempé, il est recommandé au SMEC, un club d’athlétisme de Metz.
En 1993, âgé de 14 ans, il commence réellement l’athlétisme avec Roland Simonet à Metz et, peu après, il rencontre Mehdi Baala : c'est le début d’une forte amitié. Il pratique alors le fond, et en particulier le 3 000 m steeple, une épreuve fortement dominée, depuis de nombreuses années, par les coureurs de la Corne de l’Afrique, et par des coureurs originaires de ces mêmes hauts-plateaux qui se sont expatriés dans d’autres pays.

### Début des années 2000
Les premiers championnats du monde de Bob Tahri sont encourageants : il est qualifié pour Séville en 1999 à seulement 20 ans, 5e en 2001 à Edmonton. En 2003, il égale le record d’Europe du Néerlandais Simon Vroemen en 8 min 6 s 91 juste avant d’échouer au pied du podium aux Mondiaux de Paris Saint-Denis. La France pense avoir trouvé le successeur de Joseph Mahmoud.
Il décide l’année suivante de s’entraîner seul. Néanmoins, il n’est que 7e en 2004 aux Jeux olympiques d’Athènes. Il part en janvier 2005 en stage au Kenya, avec l’Allemand Dieter Hogen qui devient son entraîneur pendant quelques mois. Après cette brève parenthèse, c’est Jean-Michel Dirringer qui reprend le poste. Mais Tahri n’est que 8e aux Mondiaux d’Helsinki en 2005, avant que Vroemen ne reprenne seul le record d’Europe, et il n’arrive toujours pas à s’imposer dans un Championnat d’Europe (médaillé de bronze en 2006).

### Fin des années 2000

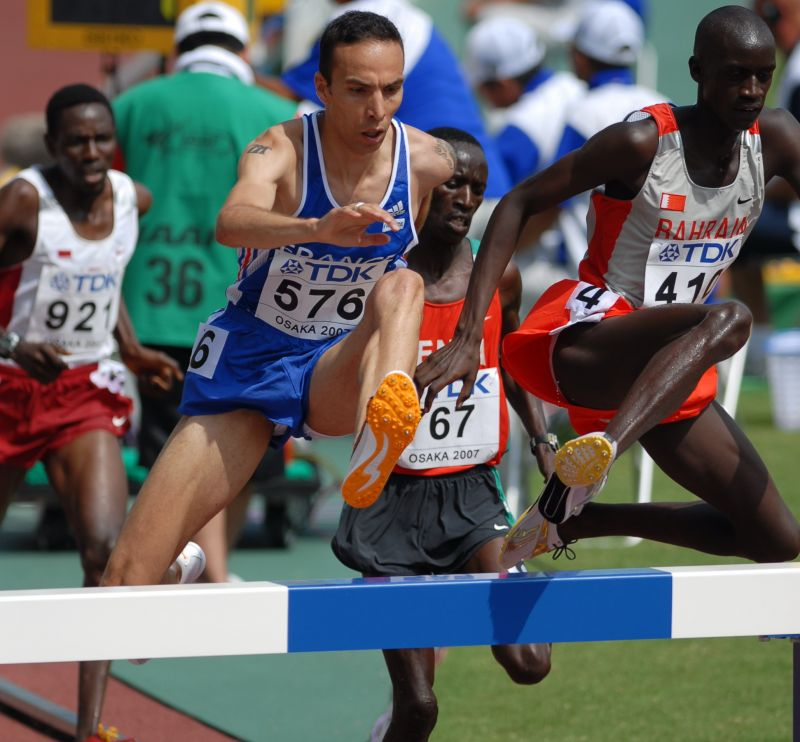
Bob Tahri en 2007 durant les Championnats du monde d’Osaka.

Le 3 juillet 2009, Bob Tahri établit un nouveau record d’Europe du 3 000 m steeple en réalisant le temps de 8 min 2 s 19 lors du meeting de Metz, l'améliorant ainsi de plus de deux secondes.
Le 18 août 2009, à 30 ans, il obtient la médaille de bronze aux Mondiaux à Berlin, la première au niveau mondial de sa carrière, avec le record d’Europe en 8 min 1 s 18 : il est devancé par deux Kényans Ezekiel Kemboi et Richard Mateelong. C’est sa sixième participation à une finale des Championnats du monde d’athlétisme.

### Début des années 2010
Le 14 février 2010, Bob Tahri remporte le 5 000 m de la réunion en salle de Metz en établissant en 13 min 11 s 13 un nouveau record d’Europe de la distance. Il améliore de 26 centièmes de seconde l’ancienne meilleure marque continentale détenue depuis l’année 2003 par l’Espagnol Alberto García. Le 25 juin au Meeting Stanislas de Nancy, le Français établit la meilleure performance de l’année sur 2 000 m steeple, distance peu courue au niveau international, en réalisant le temps de 5 min 13 s 47. Quatre jours plus tard, Tahri remporte le 3 000 m steeple du meeting de Metz en signant la meilleure performance mondiale de l’année en 8 min 3 s 72. Cette performance constitue le troisième meilleur temps de sa carrière.
Le 10 juillet 2010, il remporte le titre de champion de France du 3 000 m steeple devant son compatriote Mahiedine Mekhissi-Benabbad lors des championnats de France Élite à Valence.
Il devient vice-champion d’Europe du 3 000 m steeple le 1er août 2010, derrière son compatriote Mahiedine Mekhissi-Benabbad.
Le 1er mai 2011, il tente de battre le record de France du 10 000 mètres, détenu par Antonio Martins, en 27 min 22 s 78. Tahri échoue de peu, se contentant d'un temps prometteur de 27 min 31 s 46. Le 30 juillet 2011, il décroche le titre de champion de France du 3 000 m steeple lors des championnats de France Élite à Albi. Le 1er septembre 2011, il termine 4e de la finale du 3 000 m steeple des Championnats du monde d'athlétisme, derrière Ezekiel Kemboi, vainqueur, Brimin Kipruto, second, et le Français Mahiedine Mekhissi-Benabbad, qui décroche la médaille de bronze.
Le 19 juillet 2013, il bat son record personnel sur 1 500 m en 3 min 32 s 73, à 35 ans, lors du meeting de Monaco. Le 3 novembre 2013, il termine 15e du marathon de New-York pour sa première participation à une telle course.
Le 18 mai 2014, il bat son record personnel sur 5 000 m en 13 min 12 s 22 à 36 ans lors du meeting de Shanghai. Le 11 juillet 2014, il décroche le titre de champion de France sur 5 000 m lors des Championnats de France Élite à Reims. Le lendemain, il obtient la médaille de bronze sur 1 500 m au cours de la même compétition. Le 12 octobre 2014, il remporte le titre de champion de France de marathon, chez lui à Metz, devant son public et sa famille.

### Fin des années 2010: fin de carrière et reconversion
Les années 2015, 2016 et 2017 sont gâchées par des blessures à répétition au tendon d'Achille droit avec notamment une rupture totale du tendon d'Achille droit le 21 juillet 2017 lors du meeting de Monaco.
Bob Tahri devient en 2017 consultant sportif sur la chaîne de télévision L'Équipe.
Il est le préparateur physique de l’équipe professionnelle de l’AS Monaco FC en 2018 et 2019.
À l'occasion du confinement de mars à mai 2020 dû à la pandémie de Covid-19, il propose en partenariat avec l'Équipe le « Bob l'Équipe Challenge », une série d'exercices de renforcement musculaire à faire chez soi quotidiennement.
En 2022, il intègre la cellule de recrutement du FC Metz en tant que Data analyste puis il nommé en juillet 2023 coordinateur du recrutement. En août 2024, d’un commun accord avec la direction du club, il quitte ses fonctions.

## Palmarès

### International
| Année | Compétition                       | Lieu          | Place | Épreuve           |
| ----- | --------------------------------- | ------------- | ----- | ----------------- |
| 1996  | Championnats du monde juniors     | Sydney        | 7e    | 3 000 m steeple   |
| 1998  | Championnats d’Europe             | Budapest      | 10e   | 3 000 m steeple   |
| 1999  | Championnats du monde             | Séville       | 12e   | 3 000 m steeple   |
| 2000  | Coupe d'Europe des nations        | Gateshead     | 1er   | 3 000 m steeple   |
| 2001  | Championnats du monde en salle    | Lisbonne      | 11e   | 3 000 m           |
| 2001  | Coupe d'Europe des nations        | Brême         | 1er   | 3 000 m steeple   |
| 2001  | Championnats du monde             | Edmonton      | 5e    | 3 000 m steeple   |
| 2002  | Coupe d'Europe des nations        | Annecy        | 1er   | 3 000 m steeple   |
| 2002  | Championnats d’Europe             | Munich        | 4e    | 3 000 m steeple   |
| 2003  | Championnats du monde             | Paris         | 4e    | 3 000 m steeple   |
| 2003  | Finale mondiale                   | Monaco        | 5e    | 3 000 m           |
| 2004  | Coupe d'Europe des nations        | Bydgoszcz     | 1er   | 3 000 m steeple   |
| 2004  | Jeux olympiques                   | Athènes       | 7e    | 3 000 m steeple   |
| 2005  | Coupe d'Europe des nations        | Florence      | 2e    | 5 000 m           |
| 2005  | Championnats du monde             | Helsinki      | 8e    | 3 000 m steeple   |
| 2005  | Championnats d'Europe de cross    | Tilbourg      | 1er   | Cross par équipes |
| 2006  | Championnats d’Europe             | Göteborg      | 3e    | 3 000 m steeple   |
| 2006  | Finale mondiale                   | Stuttgart     | 3e    | 3 000 m steeple   |
| 2006  | Coupe du monde des nations        | Athènes       | 3e    | 3 000 m steeple   |
| 2006  | DécaNation                        | Paris         | 1er   | 3 000 m steeple   |
| 2007  | Championnats d’Europe en salle    | Birmingham    | 2e    | 3 000 m           |
| 2007  | Championnats du monde             | Osaka         | 5e    | 3 000 m steeple   |
| 2007  | DécaNation                        | Paris         | 1er   | 3 000 m steeple   |
| 2007  | Finale mondiale                   | Stuttgart     | 4e    | 3 000 m steeple   |
| 2008  | Jeux olympiques                   | Pékin         | 5e    | 3 000 m steeple   |
| 2008  | Finale mondiale                   | Stuttgart     | 7e    | 3 000 m steeple   |
| 2009  | Championnats d’Europe en salle    | Turin         | 2e    | 3 000 m           |
| 2009  | Championnats du monde             | Berlin        | 3e    | 3 000 m steeple   |
| 2009  | Finale mondiale                   | Thessalonique | 3e    | 3 000 m steeple   |
| 2010  | Championnats d’Europe             | Barcelone     | 2e    | 3 000 m steeple   |
| 2010  | Coupe continentale                | Split         | 3e    | 5 000 m           |
| 2011  | Championnats du monde             | Daegu         | 4e    | 3 000 m steeple   |
| 2013  | Championnats d'Europe par équipes | Gateshead     | 1er   | 3 000 m           |
| 2013  | Championnats d'Europe par équipes | Gateshead     | 2e    | 5 000 m           |

### Records
- Record d’Europe du 3 000 m steeple à Berlin en 2009, en 8 min 1 s 18.
- Record d’Europe du 5 000 m en salle à Metz le 14 février 2010 en 13 min 11 s 13.
- Record de France du 2 000 m en salle en 4 min 59 s 72.
- Record de France junior du 3 000 m en 1997 à deux reprises, 7 min 54 s 82, puis 7 min 48 s 98.
- Record de France du 3 000 m en salle à Stockholm le 10 février 2010 en 7 min 33 s 73.
- Record du Monde du 2 000 m steeple à Nancy  en 2013 en 5 min 13 s 47.

| Épreuve   | Épreuve         | Temps           | Date            | Lieu      |
| --------- | --------------- | --------------- | --------------- | --------- |
| Plein air | 1 500 m         | 3 min 32 s 73   | 19 juillet 2013 | Monaco    |
| Plein air | Mile            | 3 min 52 s 95   | 12 juillet 2002 | Rome      |
| Plein air | 3 000 m         | 7 min 33 s 18   | 28 juillet 2009 | Monaco    |
| Plein air | 3 000 m steeple | 8 min 1 s 18    | 18 août 2009    | Berlin    |
| Plein air | 5 000 m         | 13 min 12 s 22  | 18 mai 2014     | Shanghai  |
| Plein air | 10 000 m        | 27 min 31 s 46  | 1er mai 2011    | Palo Alto |
| Plein air | Marathon        | 2 h 16 min 28 s | 12 octobre 2014 | Metz      |
| Salle     | 1 500 m         | 3 min 36 s 34   | 3 février 2002  | Stuttgart |
| Salle     | Mile            | 3 min 56 s 11   | 10 février 2009 | Liévin    |
| Salle     | 3 000 m         | 7 min 33 s 73   | 10 février 2010 | Stockholm |
| Salle     | 5 000 m         | 13 min 11 s 13  | 14 février 2010 | Metz      |

## Vie privée
Bouabdellah Tahri est marié avec la journaliste Aïda Touihri avec qui il a 2 filles nommées Jenna née en 2017et Myriam née en 2023.